# Сондернак
Сондерна́к (фр. Sondernach) — коммуна на северо-востоке Франции в регионе Гранд-Эст (бывший Эльзас — Шампань — Арденны — Лотарингия), департамент Верхний Рейн, округ Кольмар — Рибовилле, кантон Вендзенем. До марта 2015 года коммуна административно входила в состав упразднённого кантона Мюнстер (округ Кольмар).
Площадь коммуны — 24,72 км², население — 647 человек (2006) с тенденцией к стабилизации: 653 человека (2012), плотность населения — 26,4 чел/км².

## Население
Численность населения коммуны в 2011 году составляла 655 человек, а в 2012 году — 653 человека.
| 1962 | 1968 | 1975 | 1982 | 1990 | 1999 | 2006 | 2007 | 2008 | 2011 | 2012 |
| ---- | ---- | ---- | ---- | ---- | ---- | ---- | ---- | ---- | ---- | ---- |
| 622  | 588  | 559  | 527  | 540  | 614  | 647  | 651  | 652  | 655  | 653  |

Динамика населения:

## Экономика
В 2010 году из 445 человек трудоспособного возраста (от 15 до 64 лет) 336 были экономически активными, 109 — неактивными (показатель активности 75,5 %, в 1999 году — 68,3 %). Из 336 активных трудоспособных жителей работали 305 человек (162 мужчины и 143 женщины), 31 числились безработными (18 мужчин и 13 женщин). Среди 109 трудоспособных неактивных граждан 30 были учениками либо студентами, 50 — пенсионерами, а ещё 29 — были неактивны в силу других причин.
На протяжении 2011 года в коммуне числилось 269 облагаемых налогом домохозяйств, в которых проживало 645 человек. При этом медиана доходов составила 17749 евро на одного налогоплательщика.

## Достопримечательности (фотогалерея)

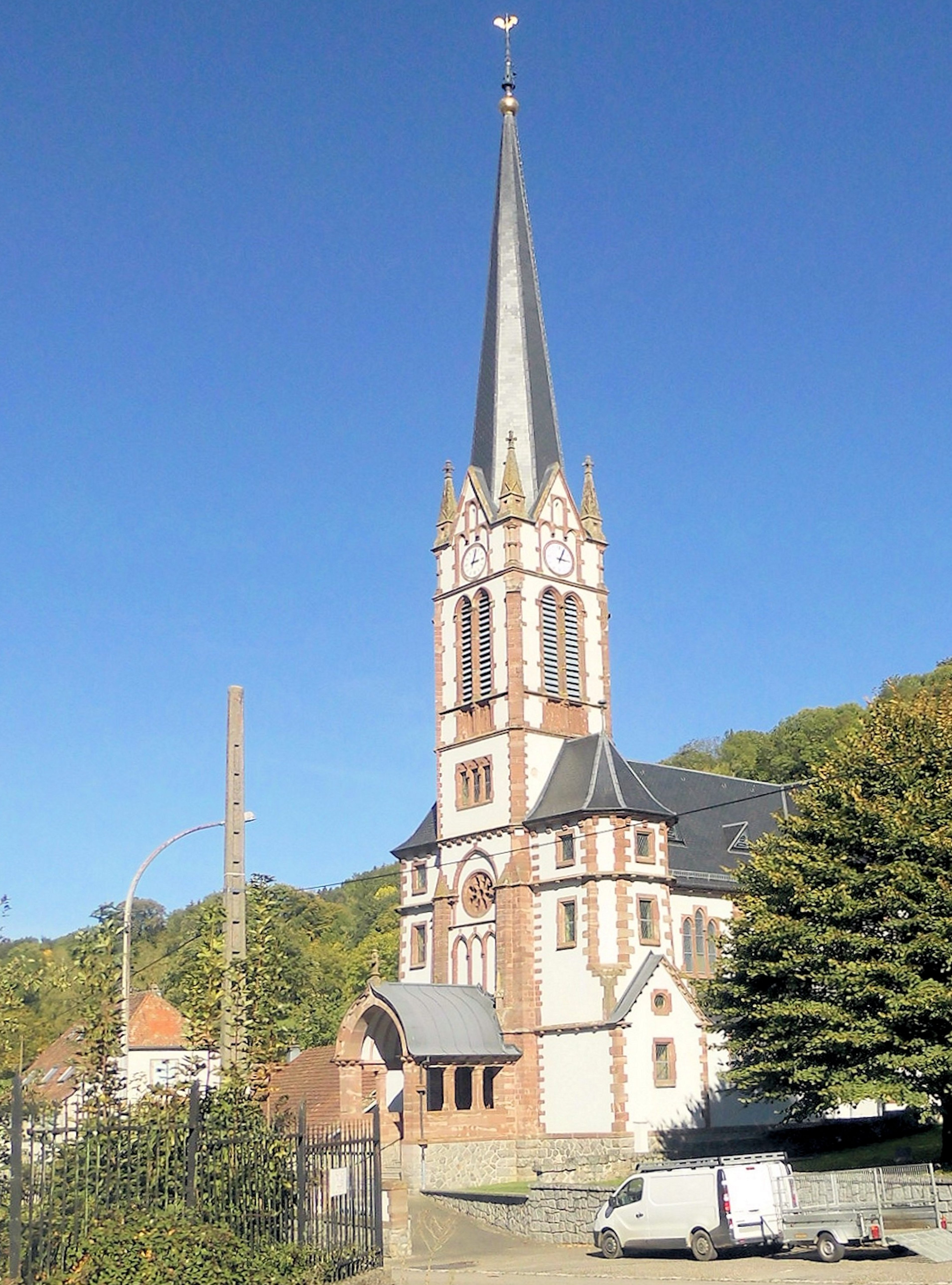
Протестантская церковь
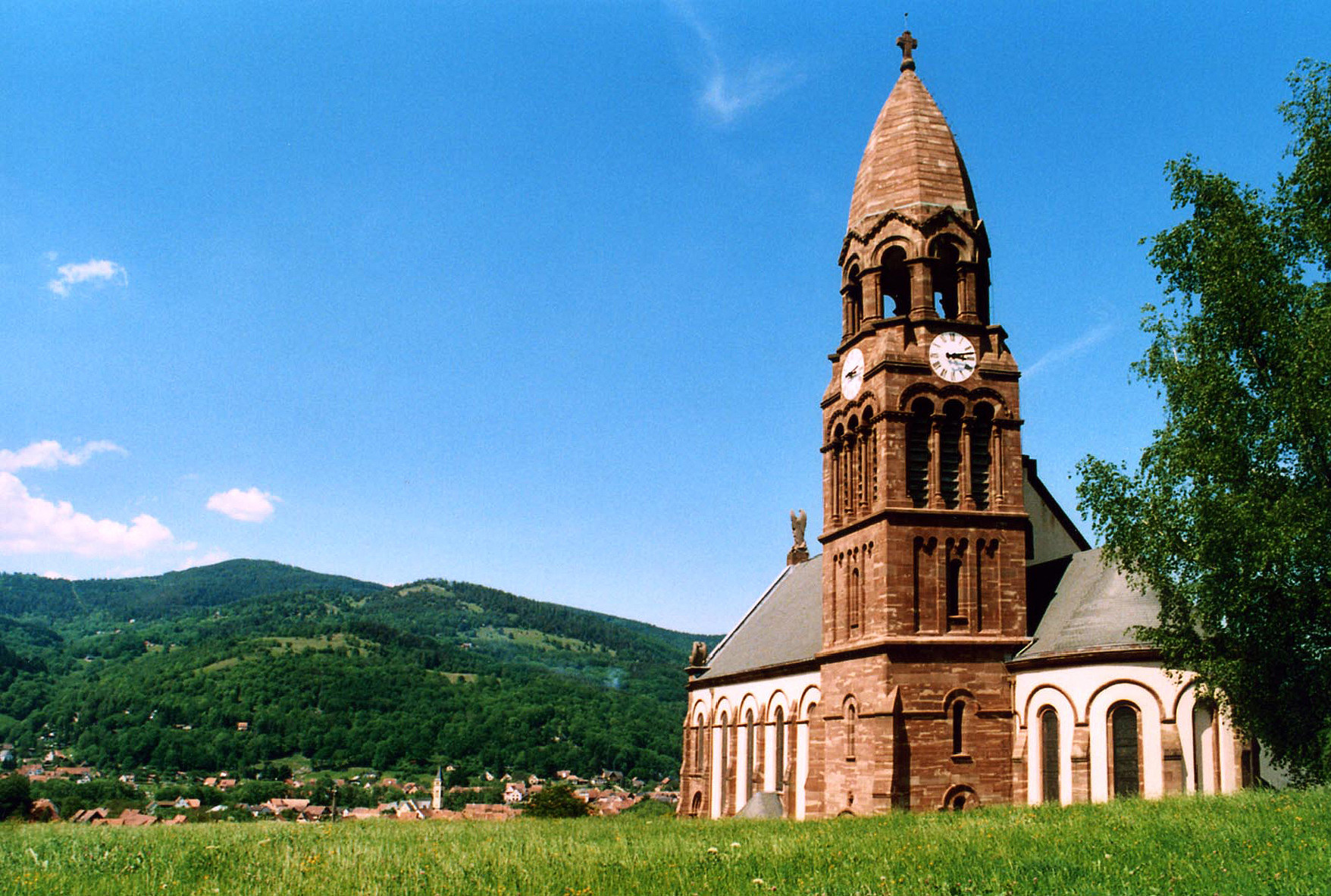
Колокольня
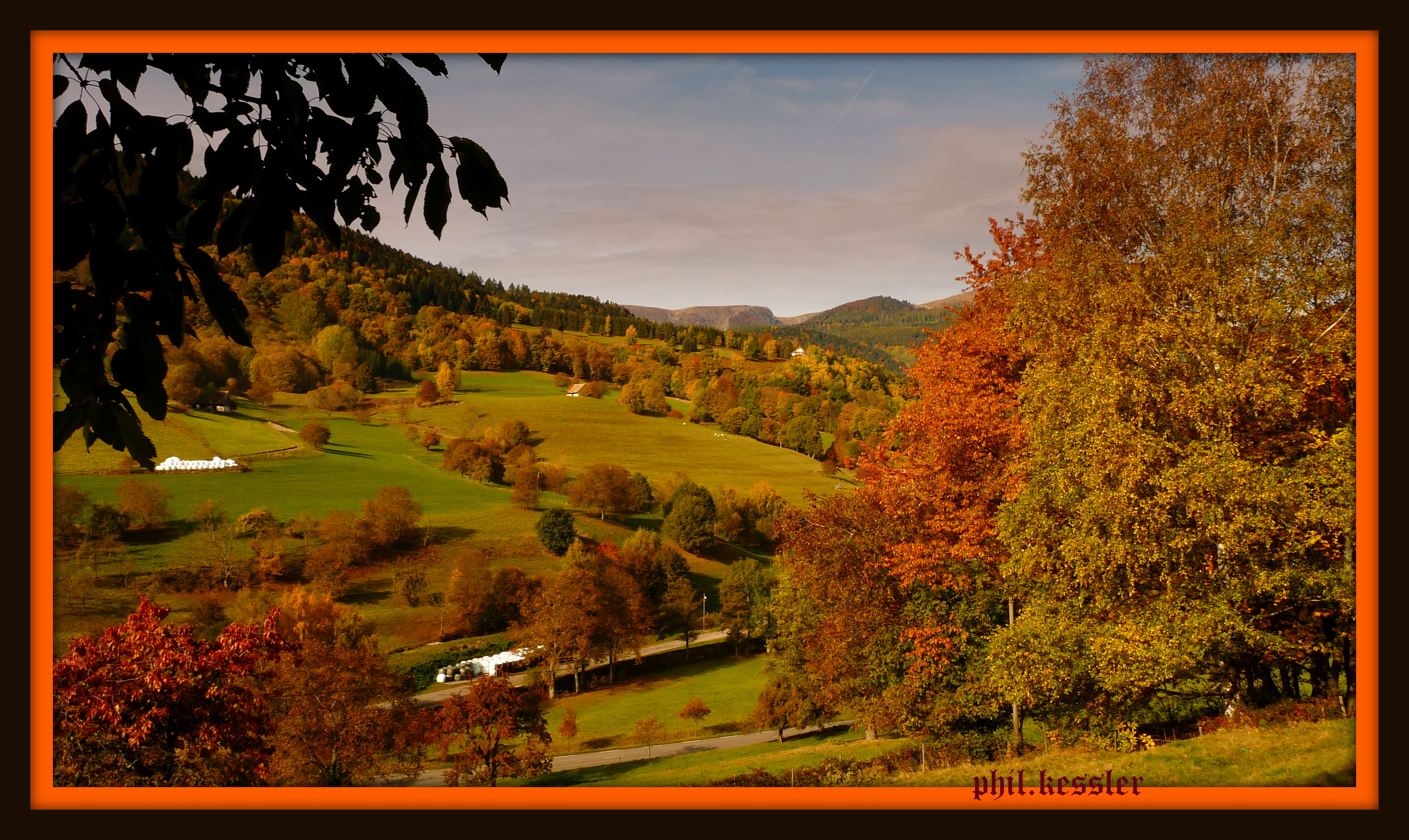
Вид на коммуну осенью
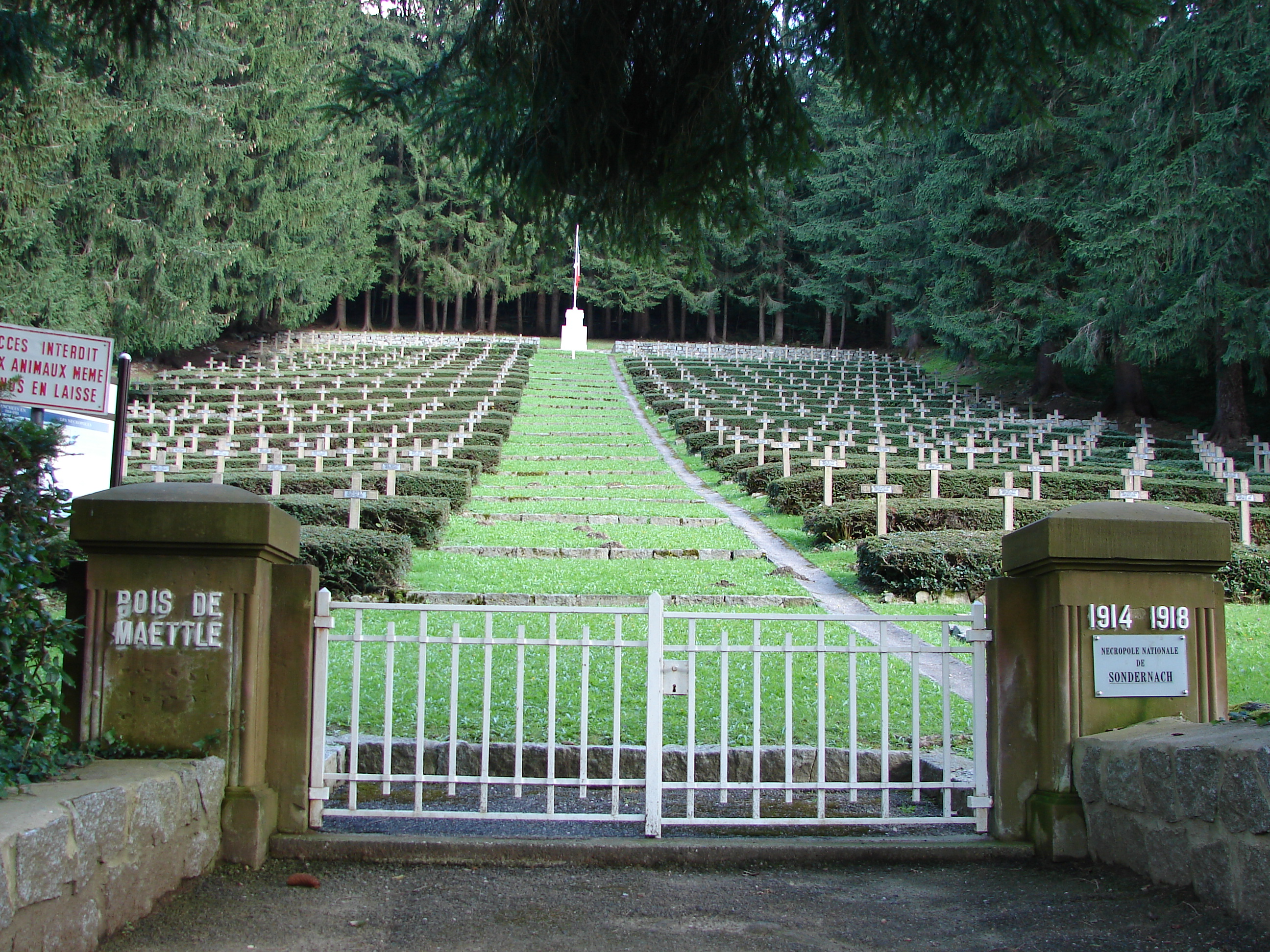
Мемориальное кладбище